# Young America (1932)
Young America is een Amerikaanse dramafilm uit 1932 onder regie van Frank Borzage.

## Verhaal
Arthur is een jeugddelinquent, die onder voogdij is geplaatst van zijn gemene tante. Wanneer de grootmoeder van zijn vriend Nutty ziek wordt, zien de beide jongens zich gedwongen om in te breken bij apotheker Jack Doray. Diens vrouw Edith is zozeer ontroerd door het plichtsbesef van de jongens dat ze de voogdij voor Arthur op zich neemt. Hij kan zijn dankbaarheid meteen tonen door het gezin te redden van een boevenbende.

## Rolverdeling
| Acteur          | Personage           |
| --------------- | ------------------- |
| Spencer Tracy   | Jack Doray          |
| Doris Kenyon    | Edith Doray         |
| Ralph Bellamy   | Rechter Blake       |
| Tommy Conlon    | Arthur Simpson      |
| Raymond Borzage | Nutty Beamish       |
| Beryl Mercer    | Grootmoeder Beamish |
| Sarah Padden    | Mary Taylor         |
| Robert Homans   | Agent Weems         |
| Anne Shirley    | Mabel Saunders      |